# Oszustwo komputerowe
Oszustwo komputerowe – używana w wykładni prawa nazwa przestępstwa wymienionego w artykule 287 polskiego Kodeksu karnego. 
Istota tego przestępstwa polega na tym, iż sprawca, chcąc poszerzyć swój majątek bądź spowodować u innej osoby jakąkolwiek inną szkodę, także osobistą, bezprawnie ingeruje w poprawne działanie systemu informatycznego. Do przykładów przestępczych działań o tym charakterze zaliczyć można chociażby rozpowszechnianie wirusów komputerowych bądź ataki DDoS.
Kryminalizacji nie podlegają działania dokonane z zamiarem ewentualnym bądź nieumyślnie.

## Przepis karny
Zgodnie z art. 287 Kodeksu karnego:

§1. Kto, w celu osiągnięcia korzyści majątkowej lub wyrządzenia innej osobie szkody, bez upoważnienia, wpływa na automatyczne przetwarzanie, gromadzenie lub przekazywanie danych informatycznych lub zmienia, usuwa lub wprowadza nowy zapis danych informatycznych, podlega karze pozbawienia wolności od 3 miesięcy do lat 5.
§2. W wypadku mniejszej wagi, sprawca podlega grzywnie, karze ograniczenia wolności albo pozbawienia wolności do roku.
§3. Jeżeli oszustwo popełniono na szkodę osoby najbliższej, ściganie następuje na wniosek pokrzywdzonego.